# Junges Licht (Film)
Junges Licht ist ein von dem deutschen Regisseur Adolf Winkelmann inszenierter Spielfilm aus dem Jahr 2016.  Die Verfilmung des gleichnamigen Romans von Ralf Rothmann zeigt den Zustand des Ruhrgebiets in der Nachkriegszeit aus Sicht des 12-jährigen Arbeitersohns Julian Collien. Das Drehbuch schrieben Nils und Till Beckmann zusammen mit Adolf Winkelmann. Kinostart in Deutschland war der 12. Mai 2016.
Der Film erhielt den Hauptpreis beim Kirchlichen Filmfestival Recklinghausen im März 2016.

## Handlung
Der 12-jährige Arbeitersohn Julian Collien wächst im Dortmunder Bergarbeitermilieu der 1960er Jahre auf. Sein Vater Walter („Waller“) arbeitet unter Tage und sorgt für den Unterhalt der Familie. Mutter Liesel ist Hausfrau und im Umgang mit ihrem Sohn überfordert. Regelmäßig schlägt und demütigt sie ihn. Nach einem Nervenzusammenbruch der Mutter verreist diese mit Tochter Sophie ans Meer. Julian und sein Vater bleiben in der Wohnung zurück.
Julian erlebt seine Ferien auf neue Weise. Seine Versuche sich einer Jungenbande anzuschließen scheitern; später rettet er einen Hund, den die Bande mit Benzin übergossen hat und anzünden will. Er gerät in Konflikt mit dem pädophile Züge zeigenden und ihm nachstellenden Vermieter, Konrad Gorny. Die 15-jährige Nachbarstochter Marusha weckt erste sexuelle Begehren bei Julian.
An einem Sonntag besuchen Julian, Waller und Marusha Zechenkumpel Lippek, der angeblich an einem Diamantenraub beteiligt war. Lippek übergeht mehrfach Wallers Hinweise, der minderjährigen Marusha keinen Schnaps einzuschenken. Diese genießt die scheinbare Freiheit und provoziert mit ihrem Auftreten beide Männer, was insbesondere Lippek erregt. Wieder zu Hause angekommen, bedankt sich Marusha für den schönen Sonntagsausflug und verspricht, sich bei Waller zu revanchieren. Als dieser sich bald darauf nach der Nachtschicht vor verschlossener Wohnungstür findet, öffnet ihm Marusha ihre Zimmertür und entlässt ihn nach erfolgtem Geschlechtsverkehr auf den gemeinsamen Balkon. Vermieter Gorny hat dies beobachtet und kündigt daraufhin Familie Collien die Wohnung zum Monatsende. Als Mutter und Tochter aus dem Urlaub zurückkommen, scheint Liesels Verzweiflung noch größer zu sein als vor der Abreise. Nach einer Begegnung mit Marusha will sie ihren Frust erneut an Julian ablassen und greift zum Kochlöffel, doch er kann sie erstmals abhalten.
Nach diesem Vorfall packt Julian seine Sachen und verlässt die Wohnung. Zunächst eilt er zur Kirche, um seine Sünden zu beichten, die Pfarrer Stürwald allerdings als alterstypisch und harmlos abtut. Julians Wunsch, für jemand anderen eine Beichte abzulegen, schlägt der Pfarrer energisch ab, da niemand die Taten anderer büßen kann. Später hört Julian ein Alarmsignal von der naheliegenden Zeche. Sofort rennt er besorgt dorthin, um nach seinem Vater Ausschau zu halten. Dieser hat gerade seine Schicht beendet und entdeckt Julian am Fabrikzaun. Waller erfährt, dass Julian weglaufen will. Resigniert stellt er fest: „Abhauen gibt’s nicht, wäre schön, aber geht nicht“.

## Produktion
Produziert wurde der Film von der Winkelmann Filmproduktion und der FFP New Media, in Koproduktion mit dem auftraggebenden Westdeutschen Rundfunk und Arte.
Als Filmkulissen dienten die Zeche Auguste Victoria in Marl, die Zeche Hannover in Bochum, das Bergwerk Ibbenbüren in Ibbenbüren, die Zeche Nachtigall in Bommern, die Zeche Graf Wittekind und Zeche Zollern II in Dortmund. Weitere Drehorte waren die Kirche St. Barbara in Dortmund-Eving, die Weingartenstraße in Dortmund-Hörde, das Bergwerk Prosper-Haniel in Bottrop sowie die MMC Studios in Köln.
Eine Besonderheit im Film ist der häufige Format- und Farbwechsel: vom Academy Format 4:3 (1:1,33) über Flat (1:1,85) bis Cinemascope (1:2,39) und von Schwarz-Weiß zu Farbe. Winkelmanns Beweggründe für den ständigen Wechsel der Farbe seien, dass viele andere Filme über das Ruhrgebiet stets stark farbentsättigt gezeigt und viele Medien diese Zeit nur in Schwarz-Weiß abbilden würden. „Die wirkliche Welt war aber auch damals farbig“, so Winkelmann. „Das wollte ich zeigen.“ Des Weiteren übertragen diese Wechsel laut Winkelmann die Perspektivwechsel zwischen Ich-Erzähler und der allwissenden Erzählperspektive aus der Romanvorlage auf die Leinwand.   Außerdem experimentiert der Regisseur bewusst mit Bildformaten aus unterschiedlichen Zeiten, da sich einige Bilder besser im 4:3-Format erzählen und komponieren ließen.

## Kritiken
Sonja Zekri von der Süddeutschen Zeitung schreibt: „Junges Licht erzählt von einer Kindheit im Ruhrgebiet Anfang der Sechziger. Es ist ein nostalgiefreier Blick zurück in eine Zeit, als es hier keine Welt ohne Schwerindustrie gab und ohne Schwerindustrie keine Welt, nur ist diese Zeit so gründlich vorbei, dass sie selbst im Ruhrgebiet viele Menschen nicht mehr kennen. Ein Heimatfilm also. Eine Erinnerung an eine fast verlorene Identität. Eine Rekonstruktion.“
Christoph Schröder von Zeit Online zieht Vergleiche zur Romanvorlage: „Der Schriftsteller Ralf Rothmann, im Ruhrgebiet aufgewachsen, hat mit Romanen wie Stier, Wäldernacht, Milch und Kohle oder eben Junges Licht das Ruhrgebiet der deutschen Wirtschaftswunderjahre in ein literarisches Gebiet verwandelt. Rothmanns Verfahren ist das des poetischen Realismus. Seine Figuren sprechen wenig; die Dialoge sind aus den Härten des Alltags und den Beschwernissen der körperlichen Mühen herausgemeißelt. Und Adolf Winkelmann tut gut daran, sich Rothmanns Verfahren anzuschließen. Auch er vertraut der Macht der Bilder und der assoziativen Kraft des Schweigens – rund neun Minuten dauert es, bis das erste Wort gesprochen wird. Bis dahin wird unter Tage gehämmert und gekloppt.“
Daniel Kothenschulte von Frankfurter Rundschau meint: „Mit Junges Licht malen Regisseur Adolf Winkelmann und sein Kameramann David Slama noch einmal ein großes Kohlenpott-Gemälde. […] Sie kleiden diese kleinen Schönheiten in eine überraschend wechselnde Ästhetik. Dann öffnet sich die Leinwand zur Breite des früheren Cinemascope, dann wechselt Schwarzweiß zu Farbe. Stilmittel, die beide Filmkünstler früh erprobten und nun lässig durcheinander mischen.“
Für Christian Berndt von Deutschlandradio Kultur ist dem Regisseur Winkelmann „mit diesem lakonischen Zeitbild eine großartige Neuerfindung des Heimatfilms jenseits aller Nostalgie gelungen.“